# Hlușîțke, Sarnî
Hlușîțke (în ucraineană Глушицьке) este un sat în comuna Liuhcea din raionul Sarnî, regiunea Rivne, Ucraina.

## Demografie
Componența lingvistică a localității Hlușîțke
     Ucraineană (100%)
Conform recensământului din 2001, toată populația localității Hlușîțke era vorbitoare de ucraineană (100%).